# Cirugía pediátrica
La cirugía pediátrica es una especialidad de la cirugía dedicada al diagnóstico, manejo preoperatorio, operación y cuidado postoperatorio de los problemas que presentan el feto (cirugía fetal), lactante, escolar, adolescente y joven adulto.
Muchos cirujanos pediátricos ejercen su especialidad en hospitales infantiles. El especialista en cirugía pediátrica debe cursar 5 o 6 años de estudios de postgrado bajo el sistema de residencia médica, aunque también, dependiendo del país, puede hacer un postgrado en cirugía general o en pediatría y luego completar la especialidad durante 2 a 4 años. En España está reconocida como una especialidad dentro del sistema de formación MIR, con una duración de 5 años.
En República Dominicana está reconocida como una especialidad dentro del Sistema de Residencias Médicas con una duración de 6 años en formación.
Suele abarcar varias áreas de conocimiento específico:
- Cirugía Fetal
- Medicina materno-fetal o Perinatología

- Cirugía Neonatal

- Cirugía General Pediátrica

- Urología Pediátrica

- Cirugía Plástica Infantil

## Historia
Los primeros libros de texto de cirugía pediátrica se publicaron a mediados del siglo XIX:
- Surgical Diseases in Children (1861), por John Cooper Forster, con describiendo hemangiomas, el manejo de pacientes con cuerpos extraños en las vías aéreas, meningoceles y espinas bífidas, gastrostomías y colostomías.
- Surgical Diseases of Infants and Children (1840-1860) por MP Guersant, cirujano del Hospital des Enfants Malades de París y describe: fracturas, hidrocele, quemaduras, hendiduras de labio, hipospadias y malformaciones oculares, ausencia del ano, además de trócares y stents para mantener abierta la incisión practicada.

Los primeros hospitales infantiles en el mundo se fundaron en esa época, pioneros de la cirugía pediátrica:
- El Hospital des Enfants Malades de París en 1852.
- Children's Hospital and Nursery de New York en 1852.
- El Hospital for Sick Children de Boston en 1869.